# 簡溪花鱂
簡溪花鱂（学名：Fluviphylax simplex）為輻鰭魚綱鯉齒目鯉齒亞目花鳉科的其中一種，分布於南美洲亞馬遜河流域，體長可達1.6公分，屬雜食性生活習性不明。
其种加词“simplex ”意为“简单的”。